# Kamienica przy ulicy Poselskiej 15 w Krakowie
Kamienica przy ulicy Poselskiej 15 – zabytkowa kamienica znajdująca się w Krakowie, w dzielnicy I przy ulicy Poselskiej, na Starym Mieście.

## Historia kamienicy
Kamienica została wzniesiona w 1393 przez kupca Petro Geymana. W XVI wieku przeszła na własność księży mansjonarzy katedralnych. W 1789 została zakupiona przez Andrzeja Wątrobskiego. Na przełomie XIX i XX wieku została przebudowana przez rodzinę Zubrzyckich. W 2017 budynek przeszedł remont konserwatorski według projektu architekta Mateusza Gyurkovicha.
20 marca 1968 kamienica została wpisana do rejestru zabytków. Znajduje się także w gminnej ewidencji zabytków.